# Nasenschlundsonde
Als Nasenschlundsonde bezeichnet man in der Tiermedizin einen über den unteren (ventralen) Nasengang (Meatus nasi ventralis) in die Speiseröhre eingeführten Schlauch. Beim Pferd und beim Rind wird die Nasenschlundsonde im Regelfall bis in den Magen vorgeschoben, womit sie eigentlich eine über die Nase eingeführte Magensonde ist.

## Pferd
Die Nasenschlundsonde wird beim Pferd in den ventralen Nasengang und Pharynx eingeführt und unter Auslösung des Schluckreflexes in die Speiseröhre vorgeschoben. Über dem Kehlkopf kann die Nasenschlundsonde dann ertastet und ihr weiteres Vorschieben in der linken Drosselrinne beobachtet werden. Der Sitz im Magen kann durch Einblasen von Luft und gleichzeitiger Auskultation des Magens im 9. bis 11. Zwischenrippenraum links geprüft werden, wobei Plätschergeräusche entstehen.
Beim Pferd wird die Nasenschlundsonde vor allem bei magenbedingten Koliken (Magenüberladung) eingesetzt. Eine weitere Indikation beim Pferd ist die Verabreichung größerer Mengen flüssiger Arzneimittel, die vom sehr geschmacksempfindlichen Pferd häufig nicht freiwillig aufgenommen werden. Auch zur Verabreichung von Glucose- oder Xylose-Lösungen für Resorptionstests und für die Ernährung von Fohlen kann das Legen einer Nasenschlundsonde angezeigt sein.

## Wiederkäuer
Bei Wiederkäuern wird eine 1,5 (Rind) oder 1 cm (Schafe und Ziegen) dicke Sonde ebenfalls in den ventralen Nasengang eingeführt und in den Pansen vorgeschoben. Hier wird die Nasenschlundsonde vor allem zur Verabreichung von Flüssigkeiten bei festliegenden Tieren (Gebärparese, Pansentympanie) eingesetzt, um ein Fehlschlucken zu verhindern.

## Katzen
Bei Katzen wird eine Nasenschlundsonde über den ventralen Nasengang vorgeschoben. Die vorzuschiebende Länge wird vorher durch seitliches Anlegen an das Tier abgeschätzt. Anschließend wird die korrekte Lage der Sonde palpatorisch, durch Verabreichung von 2 bis 3 ml physiologischer Kochsalzlösung und/oder durch eine Röntgenaufnahme kontrolliert. Indikation ist vor allem die Zwangsernährung, da Katzen bei fehlender Nahrungsaufnahme schnell eine Hepatische Lipidose entwickeln. Alternativ kann auch eine Ösophagus- oder Gastrostomiesonde gelegt werden.